# Château de la Faisanderie
Le petit château de la Faisanderie (Fasanenschlößchen) est un pavillon situé dans le parc du château de Moritzburg en Saxe, dans une partie du parc appelée le grand étang inférieur.

## Historique

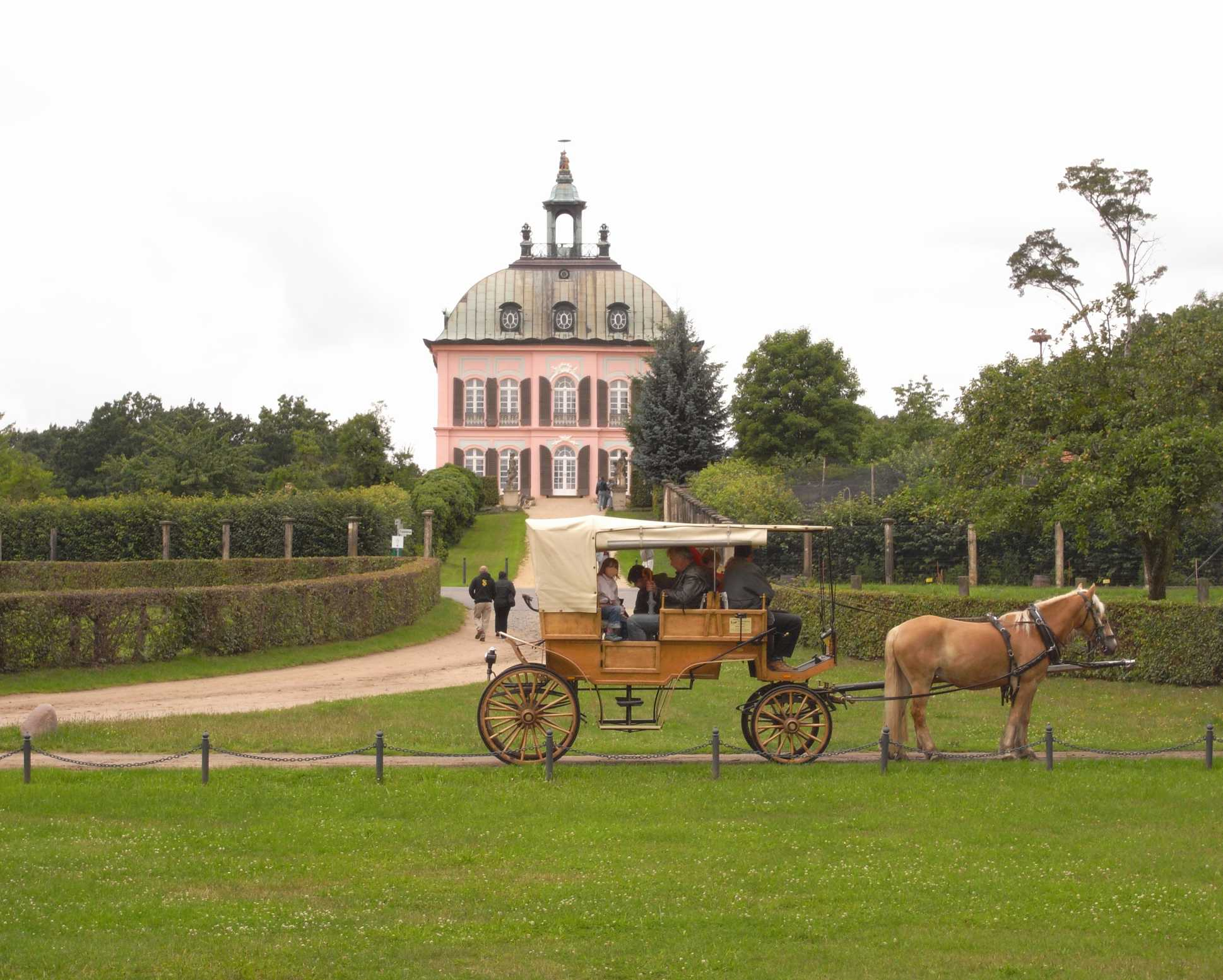
Façade nord du petit château de la Faisanderie.

La faisanderie de l'Électeur de Saxe, Auguste le Fort, est créée en 1728 et le pavillon attenant construit en style rococo à partir de 1769, sous le règne de Frédéric IV de Saxe, par les architectes de la cour, Johann Daniel Schade et Johann Gottlieb Hauptmann. Il est terminé en 1782 et se présente sous la forme d'un petit château rectangulaire à deux niveaux. Le toit est surplombé par un clocheton baroque ajouré avec deux sculptures baroques de fonte sous un parasol. La façade sud et la façade est sont ornées d'un escalier baroque; celui du sud étant décoré de putti, et menant à un canal d'agrément reliant la faisanderie au château de Moritzburg. Des statues de grès parsèment le jardin du pavillon.
Frédéric-Auguste en fait sa résidence d'été et l'intérieur, petits salons et chambres confortables, est décoré avec tout le raffinement de l'époque. Le château est la possession de la Maison de Saxe, jusqu'en 1945, année de la nationalisation de ses biens et de l'abolition de la propriété privée foncière par les autorités communistes. L'édifice abrite alors jusqu'en 1996 une collection ornithologique pour des expositions publiques. Le pavillon est aujourd'hui un musée consacré aux arts décoratifs et au mobilier de diverses époques.

## Source
- (de) Cet article est partiellement ou en totalité issu de l’article de Wikipédia en allemand intitulé « Fasanenschlösschen (Moritzburg) » (voir la liste des auteurs).